# Слободка (Москва)
Слободка — бывшая деревня в России, вошедшая в состав Москвы в 1960 году. Находилась на территории современных районов Алтуфьевский и Отрадное. Располагалась в середине Алтуфьевского шоссе, которое тогда именовалось Владыкинским, рядом с одноимённой платформой.

## История
Первое упоминание деревни Слободка относится к 1584 году, когда она числилась в вотчине села Бибирево Вознесенского монастыря. После Смутного времени деревня превратилась в пустошь, и лишь к 1623 году в ней появился монастырский двор. В 1646 году в деревне было 12 дворов, в 1678 — 16, в которых проживало 59 крестьян.
Деревня располагалась на ручье — левом притоке реки Лихоборки.
В середине XVIII века деревня оказалась в ведении Коллегии экономии.
В 1862 году в деревне случился большой пожар, от которого пострадала четверть деревни, а именно 7 дворов. В 1870 году в ней находилось 25 дворов и 150 жителей. Крестьяне Слободки занимались животноводством, продавали молоко.
В начале XX века вблизи деревни была проложена Бескудниковская железнодорожная ветка, которая соединила Савёловскую и Ярославскую железные дороги. В это же время была открыта платформа Слободка. После этого в 1910 году рядом с деревней Иван Андреевич Мазов построил кирпичный завод, на котором стали работать местные жители.
По состоянию на 1926 год в деревне был свой сельсовет — Слободский. Всего насчитывалось 92 хозяйства, из них 64 крестьянских. Население составляло 164 мужчины и 205 женщин. В 1939 году насчитывалось 888 жителей. После 1928 года здесь существовал колхоз «Свобода».
Деревня Слободка вошла в состав Москвы в 1960 году, и на её месте были размещены различные базы, склады железобетонных конструкций и другие промышленные помещения.

## Память
Память о деревне сохранилась только в названии гаражного кооператива на месте бывшей платформы. Раньше «Слободкой» называлась и автобусная остановка «Алтуфьевское шоссе, 40».